# Un per a tots
Un per a tots (títol original en castellà, Uno para todos) és una pel·lícula espanyola de 2020 dirigida per David Ilundain, estrenada el 26 d'octubre de 2020 i protagonitzada per David Verdaguer, Patricia López Arnaiz, Ana Labordeta, Clara Segura, Betsy Túrnez, Jorge Pobes i Miguel Ángel Tirado. S'ha doblat al català per a TV3.

## Sinopsi
Un professor interí assumeix la tasca de ser tutor d'una classe de sisè de primària en un poble completament desconegut per a ell. Quan descobreix que ha de reintegrar un alumne malalt a l'aula, es troba amb un problema inesperat: gairebé cap dels seus companys vol que torni a classe.

## Repartiment
- David Verdaguer com Aleix
- Patricia López Arnaiz com Ana
- Ana Labordeta com Carmen
- Clara Segura com Clara
- Betsy Túrnez com Marta
- Jorge Pobes com Jesús
- Miguel Ángel Tirado com Joaquín
- Mercè Managuerra com a Àvia Carlos
- Virginia Moriones com a Policia
- Néstor Romero com Carlos
- Vega Vallés com Selua
- Andrea Andrés com Verónica
- Zesar Gimeno com Fede
- Juan Muñoz com Víctor
- Susana Hernández com Noa
- Héctor Olivares com Román
- Paula Romero com Sara
- Hajar Jalti com Hajar
- Gheorghe Scarlat com Jorge
- Marcos Sánchez com Marcos
- Lola Plaza com Lola
- Arantxa Ambrona com Arantxa
- Irene Real com Irene
- Julia de l'Asunción com Julia
- Llorenç Vila com Leo
- Arnau Rodrigo com Fernando
- Rodrigo Sánchez com Rodrigo

## Reconeixements
La pel·lícula va tenir dues nominacions als XXVI Premis Cinematogràfics José María Forqué en les categories «Millor interpretació masculina», per a David Verdaguer i «Premi Forqué en Cinema i Educació en Valors», amb el qual va resultar ser la vencedora. A més, també ha estat nominada als Premis Goya en la categoria Millor interpretació masculina protagonista per a David Verdaguer.